# Luca Wilhelm Prayon
Luca Wilhelm Prayon (* 1975 in Rom) ist ein deutscher Politiker (CDU). Er ist seit 2023 Landrat des Bodenseekreises. Zuvor war er von 2010 bis 2023 Bürgermeister von Remchingen.

## Leben
Prayon wurde in Rom geboren; sein Vater Friedhelm Prayon war dort an der Außenstelle des Deutschen Archäologischen Instituts tätig. Er wuchs in Tübingen auf. Nach dem Abitur leistete er Wehrdienst. Anschließend studierte er Rechtswissenschaften und absolvierte das Rechtsreferendariat am Landgericht Ravensburg. Von 2005 bis 2009 war er parlamentarischer Berater der CDU-Fraktion im Landtag von Baden-Württemberg.
Prayon ist verheiratet und hat drei Kinder.

## Politik
Prayon ist Mitglied der CDU. Am 8. November 2009 wurde er mit 68,7 Prozent der Stimmen zum Bürgermeister von Remchingen gewählt. Er trat das Amt im Frühjahr 2010 an. Am 12. November 2017 wurde er mit 96,1 Prozent der Stimmen für eine zweite Amtszeit wiedergewählt. Im Zuge seiner Ernennung zum Landrat des Bodenseekreises legte er das Bürgermeisteramt 2023 nieder. Von 2014 bis 2023 gehörte er auch dem Kreistag des Enzkreises an.
Am 14. Februar 2023 wurde Prayon mit 50 von 52 Stimmen vom Kreistag des Bodenseekreises zum Landrat gewählt. Er folgte Lothar Wölfle nach und trat das Amt am 15. Juni 2023 an.